# Стеван Борота
Стеван Борота (Винковци, 14. новембар 1898 — Ваљево, 27. март 1942), механичар и учесник Народноослободилачке борбе.

## Биографија
Рођен је 14. новембра 1898. године у Винковцима. Основну школу је завршио у родном граду, а потом је 1917. године завршио Пољопривредну школу у Славонској Пожеги. Пошто није могао да нађе посао у струци, преквалификовао се за механичара и мотористу. Током 1927. и 1928. године боравио је у Канади и Сједињеним Америчким Државама, где је био у потрази за послом, али се због економске кризе вратио у Краљевину Југославију. Једно време је живео у Загребу, а потом се преселио у Земун и Београд.
У Београду је ступио у контакт са револуционарним радничким покретом и постао члан илегалне Комунистичке партије Југославије (КПЈ). Након окупације Југославије, 1941. године приступио је Народноослободилачком покрету и половином августа отишао у партизане. У селу Грабовац, код Обреновца је ступио у Посавски партизански одред. Пошто се истакао још у првим борбама, убрзо је био постављен за водника у Трећој тамнавској чети.
Са Трећом тамнавском четом је крајем августа учествовао у борбама на терену према Лајковцу, Убу и реци Сави. Разоружали су жандармеријску станицу у Дебрцу, порушили мост на путу Обреновац—Шабац и спалили општинску архиву у селу Месарци. Потом су извршили напад на Уб, пробили се до до зграде затвора, где су ослободили све таоце, али су услед снажног отпора Немаца морали да се повуку. Након овог напада Немци су напустили Уб и повукли се у Лајковац, па су партизани ушли у Уб. Средином септембра, услед прилива нових бораца, извршена је реорганизација Посавског одреда, па је Трећа тамнавска чета постала Трећи тамнавски батаљон. Стеван Борота је тада био постављен за командира Друге чете у овом батаљону, док је њен политички комесар постао Јосиф Мајер. Мајер и Борота су заједно често говорили на зборовима, који су одржавани у селима око Ваљева — Бабина Лука, Кршна Глава, Забрдица и др.
Почетком октобра 1941, Боротина чета је држала положаје према Ваљеву, које су у блокади држале јединице Ваљевског партизанског одреда. Чете Трећег тамнавског батаљона су 6. и 7. октобра водили тешке борбе са Немцима у Голој Глави и Забрдици. Немци су претрпели велике губитке, а у овој борби су се посебно истакли Стеван Борота и Јосиф Мајер. У „Билтену Врховног штаба” број 9, од 10. октобра 1941. године, у додатку „Похвале” поменута је ова борба и изражена похвала Стевану Бороти:
| „ | Изражавамо наше признање и захвалност воду 2. чете батаљона Посавског народноослободилачког партизанског одреда, који је у крвавој борби са непријатељем, када је овај покушао свој продор из Ваљева према Убу, задао непријатељу велике губитке, и као целина показао примерну храброст и војну дисциплину… Даље, изражавамо наше признање и захвалност командиру чете, другу Бороти, који је у најжешћој борби својим јунаштвом дао пример осталим борцима. | ” |

Половином октобра 1941, у близини села Каменици, код Ваљева, Боротину Другу чету изненада су напали четници, али су успели да се одбране и заробе тројицу четника, које су предали Штабу Ваљевског одреда. Крајем октобра, Друга чета се повукла у Ваљевску Подгорину у Буковицу, а одатле у ослобођено Ужице. Одатле су, у саставу Тамнавског батаљона и са задатком да рашчисте терен, били упућени на терен око Рогачице и Љубовије. На путу ка Љубовији, водили су борбу са четницима, који су заробили партизанску болницу у Пашиној Равни. После ослобађања болнице, кренули су у Рогачицу, а одатле у Љубовију, коју су после краћих борби с четницима ослободили, средином новембра 1941. године.
Почетком децембра, у време завршне фазе Прве непријатељске офанзиве и пада Ужичке републике, Тамнавски батаљон се налазио у околини Ваљева. Главнина партизанских снага се повукла у Санџак, а преостале партизанске снаге су биле изложене, јаким четничким и недићевско-љотићевским потерама, услед чега је положај партизана био све тежи. Ситуацију су посебно отежавали недостатак хране и муниције. У селу Драгодолу је потом било одржано војно-политичко саветовање на коме је одлучено да се одреди врате на подручја где су формиране. Тамнавски батаљон је тада пребацио преко пута Ваљево—Лозница у близини Каменице, где се сукобио са четницима. После почетних успеха, Тамнавски батаљон је претрпео тешке губитке од четничких и недићевских снага, па се морао повући према Медведнику.
У селу Драгодолу, 15. децембра 1941. године одржано је ново војно-политичко саветовање, којим је руководио Мирко Томић члан Главног штаба НОПО Србије и члан ПК КПЈ за Србију. Овом саветовању присуствовалу су и Борота и Мајер. Тада је одлучено да се преостале партизанске снаге реорганизују, па је извршена и реорганизација Тамнавског батаљона, па је Борота постао командир Прве чете. Крајем децембра поново су вођене тешке борбе са четницима, недићевцима и љотићевцима. Након борбе код села Трлића, партизани су успели да се пробију из окружења и потом су кренули ка Драгодолу и Гуњацима. Услед јаке зиме, Стеван је био промрзао и због тога упућен у партизанску болницу у село Вујиновачу, код Ваљева, где је остао до краја јануара 1942. године.
Након оздрављења, вратио се у тада формирани Посавско-тамнавски одред, који је настао реорганзацијом Тамнавског батаљона, где је био постављен за командира Друге чете. Крајем јануара, овај Одред је водио тешке борбе са четницима и Немцима код села Сушице и Горње Лесковице. Непријатељски покушај уништења Одреда је пропао, а партизани су у јуришу успели непријатеља да присиле на повлачење према Ваљеву. На војном саветовању, одржаном половином фебруара 1942. године на Маљену, одлучено је да преостали партизански одреди крену у три правца. Посавско-тамнавски и Космајски одред су кренули ка Космају, Руднику и Тамнави.
На путу ка Космају, Одред је водио борбе са недићевцима, љотићевцима и четницима. Њихов план је био да се код села Словца, пребаце преко Колубаре, али су због покрета немачких и недићевских снага, одлучили да се пребаце код села Веселиноваца. Код села Гвозденовића, 24. фебруара 1942. године Тамнавско-посавски одред је наишао на Тамнавски четнички одред, са којим је дошло до тешке борбе, у којој је Борота био рањен. Штаб одреда је тада донео одлуку да се рањени Борота и Добросав Симић, заједно са учитељицом Лепосавом Вујичић и куриром Петром Марићем, као и још осам тешко рањених партизана склоне у селу Веселиновац.
Стеван Борота и остали партизани, су у овом селу били заробљени од четника и одведени најпре у манастир Боговађу, потом у Лајковац, а одатле у Ваљево, где су предати Немцима. Приликом хапшења Борота је најпре изјавио да се зове Стеван Јаковљевић, али је пошто су четници открили да се он налази међу заробљенима, одлучио да открије свој идентитет. Сумњајући да је Борота значајна личност у партизанском покрету, почетком марта је био пребачен у Београд, где су га испитивали агенти Специјалне полиције. Након неколико дана, поново је био враћен у Ваљево.
Поводом прве годишњице Војног пуча и великих народних демонстрација против приступања Југославије Тројном пакту, 27. марта 1942. године одлуком немачке команде наређено је да се у Ваљеву, Убу и Обреновцу обеси неколико истакнутих партизанских бораца. За вешање у Ваљеву били су одређени Стеван Борота и Јосиф Мајер. Њихово спровођење кроз град од затвора до места вешања, као и сам чин вешања, обезбеђивали су и извели припадници Српске државне страже и легализованих четничких одреда. Након вешања, њихова тела су на вешалима висила два дана, а потом су сахрањени на Градском гробљу у Ваљеву.
Након ослобођења земље, посмртни остаци Бороте и Мајера су била поново сахрањена на гробљу у Ваљеву, а 1980. године је извршен њихов пренос на Партизанско спомен-гробље на Крушику, где су сахрањени у заједничкој гробници.
Стеван Борота је био ожењен Софијом, рођеном Калушевић, са којом је имао сина Мирка.
Указом Председништва Антифашистичког већа народног ослобођења Југославије (АВНОЈ), а на предлог Врховног команданта Југословенске армије маршала Јосипа Броза Тита, за своје заслуге током Народноослободилачког рата, постхумно је 1945. године одликован Орденом заслуга за народ другог реда.
Име Стевана Бороте данас носе две улице — једна у Ваљеву, а друга у Убу.